# Ondřej Koplík
Ondřej Koplík (* 23. února 1979 Brno) je český operní zpěvák.

## Studium
Po studiích na Biskupském gymnáziu v Brně získal angažmá ve sboru Janáčkovy opery Národního divadla v Brně. V letech 2000–2005 vystudoval operní zpěv na Hudební fakultě Janáčkovy akademie múzických umění v Brně. Pravidelně se účastnil Rossiniho operního festivalu v Pesaru, letních interpretačních kurzů u Bruno de Simone v Itálií a absolvoval soukromé lekce u Bojidara Nikolova ve (Vídni).

## Pěvecká kariéra
Studoval na pražské AMU u Magdalény Hajóssyové, nadále se zdokonaluje pod vedením Matthiase Beutlicha v Drážďanech. V rodném Brně se stal členem operního sboru NdB (1998) a působil jako varhaník a sbormistr v bazilice Nanebevzetí Panny Marie (1993–2006). Účastnil se Rossiniho operního festivalu v italském Pesaru a interpretačních kurzů u maestra Bruna de Simonea.
Poté získal stálé angažmá v operním sboru Semperoper Dresden a od roku 2009 angažmá jako sólista opery v Moravském divadle Olomouc, kde ztvárnil hlavní tenorové role v operách Cosi fan tutte (W.A.Mozart), La traviata a Rigoletto (G.Verdi), Evžen Oněgin (P.I.Čajkovský), Lucia z Lammermooru (G.Donizetti), Lazebník sevillský (G.Rossini), Bohéma (G.Puccini) ad.
Je čerstvým držitelem ceny Thalie za mimořádný výkon v roli prince Ramira (Rossini: Popelka, 2019). Na tuto prestižní cenu byl opakovaně nominován už dříve: Ferrando (Mozart: Cosi fan tutte, 2014), hrabě Almaviva (Rossini: Lazebník sevillský, 2015) za tuto roli získal také Výroční cenu Opery Plus, Vévoda (Verdi: Rigoletto, 2016).
V roce 2014 debutoval ve Státní opeře v inscenaci Pucciniho Bohémy, o rok později pak v pražském Národním divadle v Mozartově Kouzelné flétně a Musorgského Borisi Godunovovi. S pražskými operními scénami spolupracuje i nadále (Straussův Netopýr, Verdiho Macbeth, Martinů Juliette). Je stálým hostem NDM v Ostravě, kde se podílel na inscenacích Bizetovy Carmen, Verdiho Ernaniho, Stravinského Života prostopášníka (MHF Pražské jaro 2012), Donizettiho Roberta Devereuxe, Smetanova Tajemství či Rossiniho Lazebníka sevillského!!! v přebásnění Jaromíra Nohavici. Pravidelně spolupracuje s Divadlem F. X. Šaldy Liberec (Mozartova Kouzelná flétna, Verdiho Traviata), kde v září 2018 debutoval jako princ Ramiro v belcantové opeře G.Rossiniho La Cenerentola. Za tuto roli byl označen v operní bilanci na portále operaplus jako jeden z nejlepších mužských výkonů za rok 2018, a následně za ni získal prestižní cenu Thalie v kategorii opera-muži.
Od září 2017 je v angažmá opery Národního divadla Brno, kde účinkuje mimo jiné jako Nemorino (Donizetti, Nápoj lásky), Ferrando (Mozart, Cosi fan tutte), Almaviva (Rossini, Lazebník sevillský) a dále v inscenacích Přihody Lišky Bystroušky, Piková dáma, Prodaná nevěsta, Čert a Káča, a dalších.
Je pravidelným hostem festivalů Janáček Brno, Smetanova Litomyšl, Dvořákova Praha, a dalších. V roce 2011 ztvárnil ústřední roli při světové premiéře čínské opery Journey to the West. Následovalo koncertní turné a galakoncerty v Číně a Mongolsku (2012, 2014). Od roku 2016 vystupuje pravidelně na letní scéně Otáčivého hlediště Český Krumlov. V loňském roce se zúčastnil koncertního provedení Dvořákova oratoria Svatá Ludmila v pražském Rudolfinu pod taktovkou J.Hrůši.

## Operní role
Moravské divadlo Olomouc
- Cosi fan tutte (W. A. Mozart) - Ferrando
- La traviata (G. Verdi) - Alfredo Germont
- Evžen Oněgin (P. I. Čajkovskij) - Lenskij
- Prodaná nevěsta (B. Smetana) - Vašek
- Čert a Káča (A. Dvořák) - ovčák Jirka
- Netopýr (J. Strauss) - Gabriel von Eisenstein
- Lucie z Lammermooru (G. Donizetti) - Edgaro
- Paganini (F. Lehár)
- Falstaff (G. Verdi) - Fenton

Národní divadlo Brno
- Lékárník (J. Haydn) - Mengone
- Turandot (G. Puccini) - Pang
- Perikola (J. Offenbach) - Piquillo

Národní divadlo moravskoslezské
- Carmen (G. Bizet)
- Orfeus v podsvětí (J. Offenbach)
- Armida (A. Dvořák)
- Ernani (G. Verdi)
- Mirandolina (B. Martinů)
- Život prostopášníka (I. Stravinskij)

## Wopera-sérija
V roce 2009 založil spolu s kolegy Janem Šťávou a Lucií Kašpárkovou (nyní Mečlovou) umělecké sdružení Wopera-sérija, jehož prostřednictvím se snaží moderním a netradičním přístupem přiblížit klasickou operu i "nezasvěceným" a nalézat tak pro tento žánr stále nové publikum i v 21. století.